# Tomislav Šokota
Tomo Šokota (Zagreb, 8 de Abril de 1977) é um ex-futebolista croata. Retirou-se do futebol em 2011 e o seu último clube foi o Olimpija Ljubljana da  Eslovénia. Na atualidade  trabalha  numa empresa do ramo imobiliário.

## Carreira
Šokota assinou contrato com o FC Porto depois de sair do SL Benfica, onde jogou entre 2001 e 2005. Antes jogou quatro épocas no seu país de origem no Dinamo Zagreb e foi o melhor marcador do campeonato croata em 2000 e 2001. Šokota jogou três jogos pela selecção nacional da Croácia no Euro 2004 em Portugal. No total já conseguiu um total de oito internacionalizações e dois golos pela Croácia.
No final de 2004, e após recusar todas as propostas de renovação de contrato por parte do Benfica, Šokota foi relegado para a equipa B (equipa de reservas), onde acabou por jogar o resto da época de 2004/2005. Em Junho de 2005, depois do seu contrato com o Benfica finalmente acabar, assinou com os eternos rivais FC Porto a custo zero. Šokota tem sido perseguido por lesões graves desde que joga em Portugal, tendo realizado quatro intervenções cirúrgicas. Depois de assinar pelo FC Porto, a sua primeira lesão aconteceu no início da época 2005/2006, tendo apenas voltado a jogar um jogo oficial na última jornada na Liga Portuguesa dessa época. No início da pré-época 2006/2007 sofreu outra lesão grave tendo voltado a jogar apenas em 4 de Fevereiro de 2007, entrando como substituto na derrota em casa do FC Porto frente ao Estrela da Amadora por 0-1.
Em Março de 2006 assina pelo clube do coração, o NK Dinamo Zagreb, pondo assim fim a aventura portuguesa, onde demonstrou qualidade mas nunca conseguiu fugir ao azar das lesões.
Em Julho de 2009 Šokota mudou-se para a Liga Belga, assinando um contracto com o Lokeren.
Em Agosto de 2010 foi emprestado ao Olimpija Ljubljana para a temporada 2010/2011.